# Seznam nosilcev spominskega znaka Kačure
Seznam nosilcev spominskega znaka Kačure.

## Seznam
(datum podelitve - št. znaka - ime)
- neznano - 1 - Miran Mulec
- neznano - 2 - Janko Raduha
- neznano - 3 - Roman Žinko
- neznano - 4 - Franc Mavrič
- neznano - 5 - Smiljan Kuhar
- neznano - 6 - Alojz Filipčič
- neznano - 7 - Borut Kranjc
- neznano - 8 - Robert Gradiščaj
- neznano - 9 - Andrej Ohman